# Montanges

Montanges este o comună în departamentul Ain din estul Franței.